# Hambridge and Westport
Hambridge and Westport – gmina (civil parish) w Anglii, w hrabstwie Somerset, w dystrykcie (unitary authority) Somerset. Leży 55 km na południe od miasta Bristol i 200 km na zachód od Londynu. W 2002 miejscowość liczyła 526 mieszkańców.